# البسن
البسن (به آلمانی: Albessen) یک شهر در آلمان است که در راینلاند-فالتس واقع شده‌است.

## خصوصیات
البسن ۴٫۴۳ کیلومترمربع مساحت دارد ۳۶۰ متر بالاتر از سطح دریا واقع شده‌است.